# Las Lomas de Tacamichapan
Las Lomas de Tacamichapan är en ort i Mexiko.   Den ligger i kommunen Jáltipan och delstaten Veracruz, i den sydöstra delen av landet, 500 km öster om huvudstaden Mexico City. Las Lomas de Tacamichapan ligger 28 meter över havet och antalet invånare är 1 034.
Terrängen runt Las Lomas de Tacamichapan är platt. Runt Las Lomas de Tacamichapan är det ganska glesbefolkat, med 47 invånare per kvadratkilometer. Närmaste större samhälle är Coacotla, 8,9 km nordost om Las Lomas de Tacamichapan. Trakten runt Las Lomas de Tacamichapan består till största delen av jordbruksmark.